# 人面兽心
《人面獸心》（法語：La Bête humaine，又譯《衣冠禽獸》）是法國寫實主義作家左拉的《盧貢-馬卡爾家族》系列第十七部作品，發表於1890年，描寫法國西方鐵路員工的生活。主人翁铁路工人雅克·朗蒂埃（Jacques Lantier）因自己的父祖輩酗酒，在他血管中流淌著是腐爛的血，他老是怀疑自己患有遗传性的精神病，總是精神恍惚，做出一些奇怪的事。一次偶然的旅途中，侯保（Roubaud）在火車上殺了妻子萨维丽娜（Séverine）的情人——教父（Grandmorin），在返回自己车箱的途中，正巧被朗蒂埃撞見。但在案发后警察著手调查时，朗蒂埃隐瞒了这件事，並且一再为他们开脱，使得侯保夫妇有不在場證明。侯保夫妇和他成为了朋友，朗蒂埃更愛上了萨维丽娜。後來，朗蒂埃和侯保妻子的关系越来越密切，萨维丽娜要他殺了侯保以證明他是愛她的，朗蒂埃卻不敢下手，萨维丽娜決定疏遠他。朗蒂埃再見到她時，要重新爭取對她的愛，不料他得知萨维丽娜有了新欢。在一次舞会後癲癇症發作，他把萨维丽娜掐死了。第二天早上，朗蒂埃本人從飞驰的火车上跳下山坡自杀。